# Oriental Motor
Die Oriental Motor Co., Ltd. (jap. オリエンタルモーター株式会社, Oriental Motor Kabushiki kaisha) ist ein weltweit agierender Hersteller elektrischer Antriebstechnik mit Hauptsitz in Ueno, Taitō, Tōkyō.

## Produktportfolio
- AC-Motoren
- Bürstenlose DC-Motoren
- Schrittmotoren
- Servomotoren
- Controller
- Aktuatoren
- Lüfter

## Unternehmensgeschichte
1885 begann Yasutarō Kuraishi mit der Produktion und dem Vertrieb von elektrischen Geräten im Tōkyōter Viertel Nihonbashi. Anfang des 20. Jahrhunderts entwickelte er erfolgreich Kommutatormotoren und 1940 einen 1-Phasen Synchronmotor mit 1/30 PS. Im Jahre 1950 erfolgte die Gründung der Firma Tōyō Dendōki kabushiki-gaisha (東洋電動機株式会社), welche 1953 in Oriental Motor umbenannt wurde. Die Expansion auf ausländische Märkte begann 1978 mit der Gründung einer Niederlassung in den USA, 1982 folgte dann die Europazentrale in Deutschland.
Heute steht Eiji Kawahito an der Spitze des Unternehmens, das in Japan zwölf Produktionsstätten unterhält. Oriental Motor ist mit eigenen Gesellschaften in folgenden Ländern vertreten: Brasilien, China, Deutschland, Großbritannien, Indien, Italien, Japan, Malaysia, Philippinen, Singapur, Südkorea, Taiwan, Thailand und den USA.
Der Hauptsitz für Europa befindet sich in Düsseldorf.

## Kunden
Die Kunden von Oriental Motor kommen hauptsächlich aus folgenden Branchen:
- Medizintechnik
- Halbleiterindustrie
- Maschinenbau
- Automatisierungstechnik
- Verpackungsindustrie
- Druckindustrie
- Lebensmittelindustrie
- Optische Industrie
- Chemische Industrie
- Labortechnik (physikalische Instrumente)
- Holzmaschinenindustrie
- Automobilindustrie (Fabrikautomation)
- Automatenindustrie (Geld- und Ticketautomaten)